# Muscicapa griseisticta
Muscicapa griseisticta е вид птица от семейство Muscicapidae.

## Разпространение
Видът е разпространен в Индонезия, Китай, Малайзия, Палау, Папуа Нова Гвинея, Русия, Северна Корея, Филипините, Южна Корея и Япония.